# Ejido Joya de Mulas
Ejido Joya de Mulas är en ort i Mexiko.   Den ligger i kommunen Pénjamo och delstaten Guanajuato, i den centrala delen av landet, 300 km väster om huvudstaden Mexico City. Ejido Joya de Mulas ligger 1 714 meter över havet och antalet invånare är 245.
Terrängen runt Ejido Joya de Mulas är kuperad åt nordost, men åt sydväst är den platt. Ejido Joya de Mulas ligger nere i en dal. Runt Ejido Joya de Mulas är det ganska tätbefolkat, med 104 invånare per kvadratkilometer. Närmaste större samhälle är La Piedad Cavadas, 17,3 km söder om Ejido Joya de Mulas. I omgivningarna runt Ejido Joya de Mulas växer huvudsakligen savannskog.